# Уде, Филип
Филип Уде (хорв. Filip Ude, р.3 июня 1986) — хорватский гимнаст, призёр чемпионатов мира, Европы и Олимпийских игр.
Родился в 1986 году в Чаковце. В 2008 году на Олимпийских играх в Пекине завоевал серебряную медаль в упражнениях на коне, в этом же году стал серебряным призёром чемпионата Европы. В 2009 году завоевал серебряную медаль Средиземноморских игр. В 2010 году занял 5-е место на чемпионате мира. В 2012 году принял участие в Олимпийских играх в Лондоне, но не прошёл квалификацию. В 2014 году стал серебряным призёром чемпионата мира.